# ジェイコブ・ミラー
ジェイコブ・ミラー（英: Jacob Miller、1952年5月4日 - 1980年3月23日 ）は、ジャマイカのマンデビルで生まれたレゲエ歌手。
13歳の時に「レット・ミー・ラヴ・ユー」でデビューし、1973年にはインナー・サークルに加入してリード・ヴォーカルを務めた。身長170センチメートル、体重100キログラム弱の巨漢であり、「"キラー"ミラー」と呼ばれていた時期がある。1980年に交通事故で他界した。

## ディスコグラフィー

### アルバム
- 1976 : Tenement Yard
- 1978 : Jacob 'Killer' Miller
- 1978 : Natty Christmas
- 1979 : Mixed Up Moods
- 1979 : Wanted

### コラボレーション
- 1975 : E-E Saw Dub (キング・タビーと共作)

### コンピレーション
- 1994 : Who Say Jah No Dread: The Classic Augustus Pablo Sessions 1974-75 (RAS Records)
- 1999 : Chapter a Day: Jacob Miller Song Book (VP Records)